# Мясин, Леонид Фёдорович
Леони́д Фёдорович (Лео) Мя́син (28 июля [9 августа] 1896 Москва — 15 марта 1979, Кёльн, Германия) — танцовщик и хореограф русского происхождения. Поставил более 70 одноактовых балетов. С 1914 года входил в труппу Большого театра, затем выступал в Русском балете Дягилева.

## Биография
Учился балету в Московском театральном училище. Там его заметил Сергей Дягилев, приехавший в Москву в поиске артистов для своей труппы, и увёз в Европу. После увольнения Вацлава Нижинского в конце 1913 года Мясин стал первым танцовщиком, а затем и одним из основных хореографов «Русских сезонов». Дебют в труппе Русский балет Дягилева состоялся 14 мая 1914 года в роли Иосифа в балете «Легенда об Иосифе». В этот период наиболее громкой его постановкой стала скандальная премьера «сюрреалистического» балета «Парад» на музыку Эрика Сати (в сотрудничестве с Пабло Пикассо и Жаном Кокто).
Разрыв Мясина с Дягилевым был драматичным. Ещё в 1916 году, во время американского турне, Дягилев объявил труппе, что ни при каких условиях не потерпит интрижек Мясина с артистками. Однако в 1920 году, во время подготовки новой версии «Весны священной», у Мясина начались отношения с английской балериной Верой Савиной, недавно появившейся в труппе. После конфликта Мясин прекратил всяческие отношения с Дягилевым. Балетмейстер был уволен из труппы, Савина же из многообещающей солистки была переведена в кордебалет. Дягилев тяжело переживал разрыв с Мясиным, что не помешало ему позднее отозваться о бывшем фаворите следующим образом: «У Леонида нет ни души, ни сердца, ни вкуса, и единственное, что его интересует, — это деньги». Несмотря на всё это, свои мемуары Мясин предварил посвящением «Памяти Сергея Дягилева».

### Русский балет Дягилева
С 1915 по 1921 год Мясин был главным балетмейстером Русского балета Дягилева.
После ухода Вацлава Нижинского он стал звездой и взял на себя его роли. В своём первом балете, вышедшем в 1915 году под названием «Le Soleil de Nuit», он использовал элементы русского фольклора. 18 мая 1917 года в парижском театре Шатле состоялась премьера балета «Парад». Балет основан на либретто Жана Кокто. «Парад» рассказывает о группе артистов цирка, которые пытаются завлечь публику в палатку перед началом шоу. Декорации и костюмы были созданы Пабло Пикассо; дирижёр — Эрнест Ансерме. Чтобы достоверно изобразить испанские танцы, Мясин тщательно изучил аутентичный испанский стиль танца персонажей.

### Русский балет Монте-Карло
После смерти Дягилева и прекращения его антрепризы Мясин стал балетмейстером труппы Русский балет Монте-Карло, основанной полковником де Базилем и Рене Блюмом, которая сохранила репертуар «Русского балета Дягилева» и во многом продолжала его традиции. Впоследствии труппа де Базиля Оригинальный русский балет представляла некоторые постановки балетмейстера в своих гастролях. Мясин продолжал использовать симфоническую музыку известных композиторов. В 1933 году он создал первый в мире симфонический балет «Предзнаменования», на музыку Пятой симфонии (сочинение 64) П. И. Чайковского. 24 июля 1936 года Мясин также поставил балет «Фантастическая симфония» на одноименную симфонию Гектора Берлиоза, где он танцевал роль молодого музыканта с Тамарой Тумановой. Балет был впервые представлен труппой Русский балет Монте-Карло полковника Василия де Базиля в театре Ковент-Гарден, Лондон. Это был третий симфонический балет Мясина.
В 1929—1931 годах был главным хореографом кинотеатра «Рокси» в Нью-Йорке.
В 1941—1944 годах Мясин работал в Национальном театре балета в Нью-Йорке. В 1945 году он организовал собственную балетную труппу; в последующие годы (1947—1951) был приглашен в качестве солиста балета и балетмейстера многими ведущими европейскими театрами оперы и балета, включая «Сэдлерс Уэллс» (англ.) и «Ковент-Гарден» (Covent Garden) в Великобритании, [[Королевский оперный театр (Копенгаген)|Королевский оперный театр]] в Копенгагене, миланский оперный театр Ла Скала (La Scala), Парижскую комическую оперу и другие. В театральном сезоне 1953—1954 годов вновь выступал в балетных постановках театра Ла Скала.
Мясин снялся в нескольких фильмах, среди которых наибольший успех имели «Красные башмачки» (1948) и «Сказки Гофмана» (1951). Балет Мясина и Хэлпмана «Красные башмачки», вставленный в середину фильма, кинорежиссёры Пауэлл и Прессбургер считали своим лучшим достижением, не жалея денег и технических средств для его киносъёмки.
В 2005 году в Большом театре в Москве впервые были поставлены балеты Мясина «Треуголка», «Предзнаменования» и «Парижское веселье».

### Личная жизнь
Во время своей карьеры в «Русских балетах» Леонид Мясин был любовником Дягилева, хотя его личные предпочтения, по-видимому, были гетеросексуальны.
Впоследствии Мясин был четырежды женат. Из-за романа со своей будущей первой женой, балериной Верой Савиной (урождённой Кларк), он распрощался с Дягилевым. Его вторая жена, Евгения Делярова, также была артисткой балета. В браке с Татьяной Милишниковой (Орловой, — снималась в кино под фамилией мужа) у него родились двое детей: дочь Татьяна (род. 1941) и сын Лорка (англ., род. 1944). Они развелись в 1968 году, после чего Мясин женился на Ханнелор Холтвик, от которой у него было два сына, Питер и Теодор.
В 1924 году Мясин приобрёл Ли-Галли — небольшой архипелаг из трёх островков, находящийся близ итальянского городка Позитано. Поселившись на самом большом из них, Галло-Лунго, он построил здесь виллу и дом для гостей, а в руинах сарацинской башни устроил балетную школу с танцевальными залами и комнатами для учеников. Попытки Мясина построить на острове театр не увенчались успехом. В 1930-е годы архитектор Ле Корбюзье продолжил благоустройство острова — он соорудил для Мясина бассейн, а также перестроил гостевой домик в виллу «Белый дом». После смерти Мясина в 1979 году его наследники продали острова Ли-Галли другому знаменитому танцовщику, — Рудольфу Нурееву.

## Постановки

##### Русский балет Дягилева
- 1914 — не осуществлённый балет «Литургия» в оформлении Н. С. Гончаровой
- 1916
  - «Менины» на музыку Л. Обера, Г. Форе, М. Равеля и Э. Шабрие; декорация К. Сократе, костюмы Х. М. Серта, Сан-Себастьян
  - «Кикимора» на музыку А. К. Лядова, сценография М. Ф. Ларионова, Сан-Себастьян
- 1917
  - 12 апреля — «Женщины в хорошем настроении» на музыку Доменико Скарлатти, либретто и оформление Льва Бакста, Рим
  - 11 мая — «Русские сказки» на музыку А. К. Лядова, либретто М. Ф. Ларионова и Л. Ф. Мясина, оформление М. Ф. Ларионова, театр Шатле, Париж
  - 18 мая — «Парад» на музыку Эрика Сати, либретто Жана Кокто, оформление Пабло Пикассо, театр Шатле, Париж
- 1919
  - 5 июля — «Волшебная лавка» на музыку Джоаккино Россини, либретто Леонида Мясина, оформление Андре Дерена, театр Альгамбра, Лондон
  - 22 июля — «Треуголка» на музыку Мануэля де Фальи, оформление Пабло Пикассо, театр Альгамбра, Лондон
- 1920
  - 2 февраля — «Песнь соловья» на музыку Игоря Стравинского, либретто по сказке Андерсена, оформление Анри Матисса, Гранд-опера, Париж
  - 15 мая — «Пульчинелла» на музыку Игоря Стравинского, либретто Леонида Мясина, оформление Пабло Пикассо, Гранд-опера, Париж
  - 14 декабря — «Весна священная» Игоря Стравинского, Париж
- 1925
  - 15 июня — «Зефир и Флора» на музыку В. А. Дукельского, либретто Бориса Кохно, сценография Жоржа Брака, Гетэ-Лирик, Париж
  - 17 июня — «Матросы» на музыку Ж. Орика, либретто Бориса Кохно, сценография Педро Прюна, Гетэ-Лирик, Париж
- 1927, 7 июня — «Стальной скок» на музыку Сергея Прокофьева, либретто и оформление Георгия Якулова, Театр Сары Бернар, Париж
- 1928, 6 июня — «Ода» на музыку Николая Набокова на либретто Бориса Кохно, сценографы Павел Челищев и Пьер Шарбоннье

##### «Парижские вечера» (Soirées de Paris)
- 1924
  - 17 мая — «Прекрасный Дунай» на музыку произведений И. Штрауса и Й. Ланнера в оркестровке Р. Дезормьера, декорации В. Я. Полунина, костюмы Э. де Бомона, театр Сигаль[фр.], Париж
  - 15 июня — «Меркурий» на музыку Эрика Сати, идея Этьена де Бомона[фр.], оформление Пабло Пикассо, театр Сигаль, Париж

##### Русский балет Монте-Карло
- 1932 — «Детские игры» на музыку Ж. Бизе[14][15][16][17] (в энциклопедии «Балет» (1981) ошибочно указан Визе[18])
- 1933, 13 апреля, Опера Монте-Карло — «Предзнаменования» на музыку Пятой симфонии Петра Чайковского, оформление Андре Массона[18]
- 1936, 24 июля, Ковент-Гарден — «Фантастическая симфония» на музыку одноимённой симфонии Г. Берлиоза, оформление К. Берара
- 1938
  - 5 апреля, Опера Монте-Карло — «Парижское веселье» на музыку Жака Оффенбаха, декорации Этьена де Бомона[фр.], костюмы Варвары Каринской
  - 21 июля, театр «Друри-Лейн», Лондон — «Достославнейшее видение» на музыку Пауля Хиндемита, либретто Леонида Мясина и Пауля Хиндемита, оформление Павла Челищева
- 1939, 9 ноября, Метрополитен-опера — «Вакханалия» на музыку из первого действия оперы Р. Вагнера «Тангейзер», либретто и оформление Сальвадора Дали; возобновление в новой версии 1966 года
- 1941, 8 октября, Метрополитен-опера — «Лабиринт», сюрреалистический балет на музыку 9-й симфонии Ф. Шуберта, либретто и сценография С. Дали
- 1954 — «Гарольд в Италии» на музыку одноимённой симфонии Берлиоза[16] (датирование 1951 годом[18] представляется неточным)
- «Болеро» Мориса Равеля

##### Балетный театр
- 1945 — «Жар-птица» Игоря Стравинского, декорации и костюмы Марка Шагала.

##### Ла Скала
- 1952 — Laudes Evangelii на музыку Валентино Букки[англ.]

## Фильмография
- 1932 — танцовщик, «Голубой Дунай[англ.]», реж. Герберт Уилкокс
- 1941 — Перуанец, «Весёлый парижанин[англ.]» (фильм-балет)*, реж. Жан Негулеско
- 1942 — Ревнивый кавалер, «Испанская фиеста» (фильм-балет)*, реж. Жан Негулеско
- 1947 — Роберто, «Карнавал в Коста-Рике[англ.]»*, реж. Григорий Ратов
- 1948 — Гриша Любов, «Красные башмачки» (также хореограф партии башмачника во вставном балете «Красные башмачки»), реж. Майкл Пауэлл и Эмерик Прессбургер
- 1951 — Спаланцани / Шлемиль / Франц, «Сказки Гофмана», реж. Майкл Пауэлл и Эмерик Прессбургер
- 1953 — «Аида» (фильм-опера), реж. Клементе Фракасси[англ.]
- 1954 — Антонио Петито[англ.], «Неаполитанская карусель»*, реж. Этторе Джаннини
- 1959 — Дух, «Медовый месяц[англ.]»* (в балете «Любовь-волшебница[англ.]», хореография Антонио[англ.]; хореография балета «Любовники из Теруэля» для Людмилы Чериной), реж. Майкл Пауэлл
- 1961 — Иоанн Креститель, Laudes Evangelii* (фильм-балет?), реж. Джоан Кемп-Уэлч[англ.]

(*) — фильмы, в которых Мясин выступил также как хореограф.